# Bulbucata, Giurgiu
Bulbucata este satul de reședință al comunei cu același nume din județul Giurgiu, Muntenia, România. La recensământul din 2002 avea o populație de 1013 locuitori.

## Monumente istorice[2]
În localitate se găsesc următoarele clădiri care au valoare de monument istoric:
- Biserica ortodoxă cu hramul Sf. Gheorghe (cod: GR-II-m-B-14946)
- Biserica ortodoxă cu hramul Sf. Ștefan (cod: GR-II-m-B-14947)
- Conacul Voinea (cod: GR-II-m-B-14951)
- Grădinița (cod: GR-II-m-B-14949)
- Moara cu turbine (cod: GR-II-m-B-14952)
- Clădirea primăriei (cod: GR-II-m-B-14950)
- Clădirea școlii vechi (cod: GR-II-m-B-14948)